# Richard E. Robbins
Richard E. Robbins (Estados Unidos, 5 de dezembro de 1969) é um cineasta norte-americano. Como reconhecimento, foi nomeado ao Oscar 2008 na categoria de Melhor Documentário em Longa-metragem por Operation Homecoming: Writing the Wartime Experience .